# Bruno Franceschini
Bruno Franceschini (* 2. Januar 1894 in Tres, Nonstal, Grafschaft Tirol, Österreich-Ungarn, heute Trentino, Italien; † 30. August 1970 in Wien) war ein österreich-ungarischer Fähnrich und Ingenieur.

## Leben

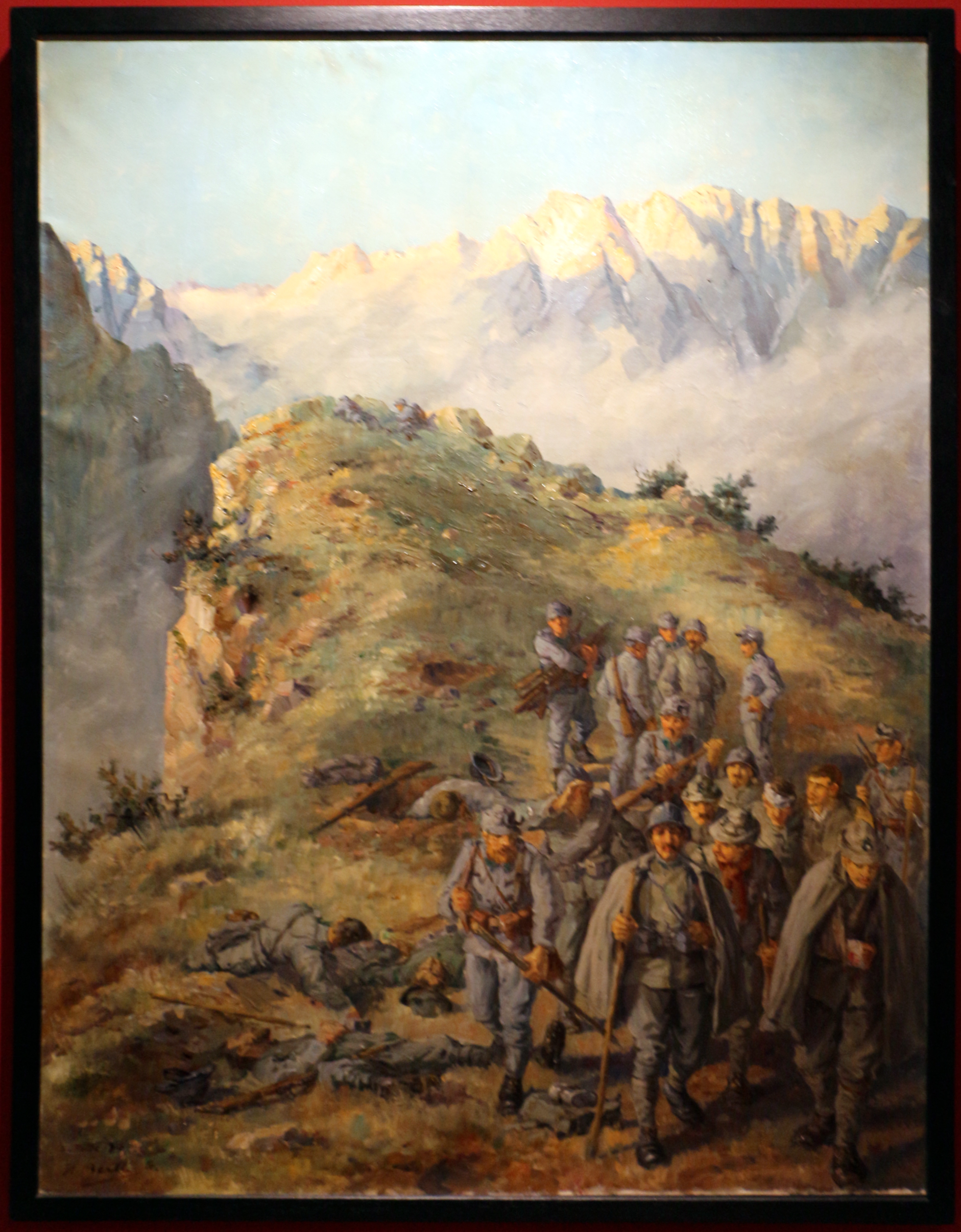
Die Gefangennahme Battistis und Filzis auf dem Monte Corno in einem Bild des Kriegsmalers Hans Bertle (Tiroler Landesmuseum)

Franceschini wuchs im italienischsprachigen Teil Tirols (Welschtirol) auf. Nach dem Besuch der Realschule in Rovereto, an der auch sein Vater lehrte, wurde Franceschini bei Ausbruch des Ersten Weltkrieges in die k.u.k. Armee einberufen. Als Fähnrich diente er im k.k. Landesschützen-Regiment „Trient“ Nr. I zunächst an der Ostfront. Nach dem italienischen Kriegseintritt im Mai 1915 wurden er und das Regiment an die italienische Front versetzt.
Franceschini war bei der Gefangennahme der aus dem Trentino und Istrien und damit Österreich-Ungarn stammenden Cesare Battisti und Fabio Filzi am 10. Juli 1916 auf dem Monte Corno (heute Monte Corno Battisti) am Pasubio anwesend, die 48 Stunden nach ihrer Gefangennahme wegen Hochverrates zum Tode verurteilt und unmittelbar nach der Verurteilung durch den Wiener Scharfrichter Josef Lang im nördlichen  Schlossgraben des Castello del Buonconsiglio in Trient am Würgegalgen hingerichtet wurden. Aus den österreichischen Prozessakten geht hervor, dass er dabei den als Freiwilligen in der italienischen Armee und unter einem falschen Namen dienenden Fabio Filzi identifizierte.
Nach dem Ende des Krieges zog er 1919 nach Wien und studierte Ingenieurwissenschaften an der Technischen Universität Wien. In den 1920er und 1930er Jahren vermied er es aufgrund seiner angeblichen Beteiligung bei der Gefangennahme Battistis und einer befürchteten Gefangennahme, in das faschistische Italien zu reisen. Er verstarb 1970 in Wien.
Wie bei Battisti wurde die Figur Franceschinis, wenn auch in wesentlich geringerem Maße, während des Faschismus und in der Folgezeit missbraucht. So galt er aufgrund seiner italienischstämmigen Herkunft als Verräter der von den Faschisten zu „Helden“ stilisierten Battisti und Filzi.
Andererseits wurde ihm fälschlicherweise eine aktive Rolle bei der Festnahme des „Verräters“ Battistis zugeschrieben. Die Figur Franceschinis sorgte bei verschiedenen Jahrestagen immer wieder für Gesprächsstoff in der Parteienwelt des Trentino.